# El espíritu del Éxtasis
El espíritu del Éxtasis (en inglés: The Spirit of Ecstasy) es el nombre de una pequeña escultura, utilizada como adorno de capó presente en los automóviles fabricados por Rolls-Royce. Cuenta con un valor de $ 9,000 la de oro 24 k , $ 4,000 la de plata 925 y $ 1,000 la de bronce. Tiene la forma de una mujer inclinada hacia adelante con sus brazos extendidos sobre ella hacia atrás. Un gran trozo de tela ondulada recorre sus brazos y atraviesa su espalda, recordando a unas alas.

## Orígenes

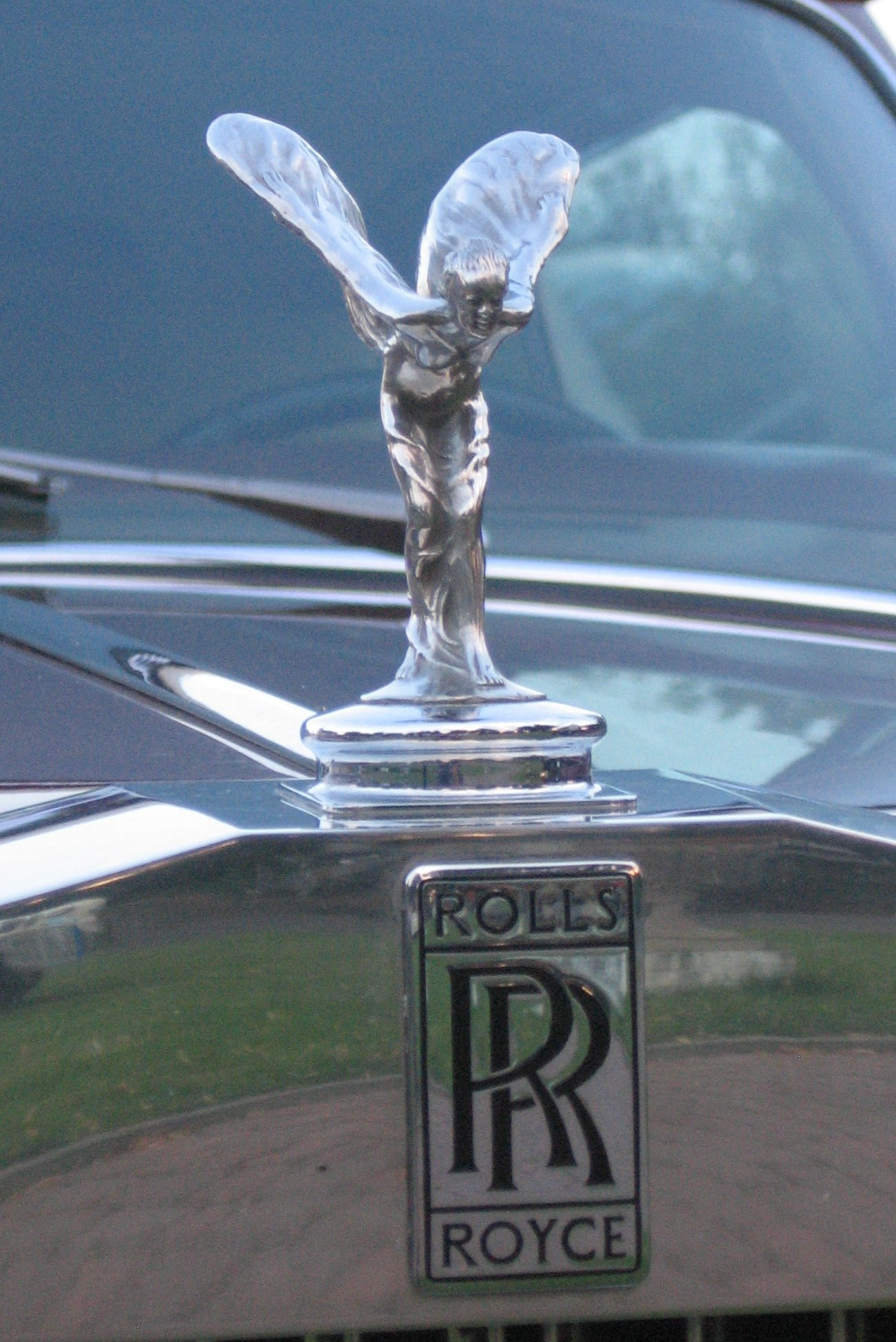
El "espíritu del Éxtasis" en un Rolls-Royce Corniche.

El espíritu del Éxtasis, también llamado Emily, Silver Lady ("Señorita de Plata"), Flying Lady (Señorita Voladora) o La Mona Volando, fue diseñado por Charles Robinson Sykes y lleva consigo una historia de pasión secreta entre John Walter Edward Scott-Montagu, (segundo Lord Montagu de Beaulieu después de 1905, un pionero del movimiento automotriz, y editor de la revista especializada The Car desde 1902) y su amor secreto y modelo del emblema, Eleanor Velasco Thornton. Eleanor era la secretaria de John Walter, y su amor mutuo permaneció escondido, limitado a su círculo de amigos, durante más de una década. El motivo de este secretismo era el estatus social y económico de la muchacha, que suponía un obstáculo para su amor. John-Walter, sucumbiendo a las presiones de su familia, se casó con Lady Cecil Victoria Constance, pero su relación amorosa secreta siguió adelante.
Eleanor murió el 30 de diciembre de 1915, hundiéndose con el SS Persia, cuando la nave fue torpedeada cerca de Creta por un submarino alemán, mientras ella acompañaba a Lord Montagu en su viaje a la India. 

### El Susurro
Cuando Montagu encargó a su amigo Sykes la escultura de una estatuilla personal para el capó de su Rolls-Royce Silver Ghost, Sykes eligió a Eleanor Thornton como su modelo. Sykes originalmente creó una figurita basada en ella con su ropa revoloteando por el viento, presionando un dedo contra sus labios para simbolizar los secretos de su amor. Esta figurita fue, consecuentemente, llamada The Whisper (El susurro).
Los primeros automóviles Rolls-Royce no presentaban mascota alguna sobre su radiador; simplemente llevaban un emblema de Rolls-Royce. Esto, de todas formas, no era suficiente para sus clientes, quienes opinaban que un vehículo de tan alto prestigio debía tener su propia mascota, y hacia 1910 las estatuillas personales se convirtieron en la moda del momento. Rolls-Royce era consciente de que algunos de los propietarios estaban fijando ornamentos "inapropiados" a sus vehículos. Claude Johnson, por entonces director de Rolls-Royce Motor Cars, fue llamado a considerar el encargo de algo más digno y agraciado.
Puso a trabajar a Charles Sykes, un joven artista graduado en el London's Royal College of Art, con la intención de producir una insignia que adornaría todos los Rolls-Royce futuros, y que se convertiría en logo genérico de la marca, con las especificaciones que indicaban que debía transmitir "el espíritu Rolls-Royce, a saber, velocidad con silencio, ausencia de vibraciones, la misteriosa conjunción de una gran energía con un bello organismo viviente de suprema armonía..."

### El espíritu de la velocidad(The Spirit Of Speed)
El resumen que Sykes recibió de Claude Johnson decía que su deber era evocar el espíritu de la mítica belleza de Niké, cuya elegante imagen era admirada en el Museo del Louvre, pero Sykes no estaba convencido; creía que una representación más femenina sería mejor. 
Sykes eligió modificar la escultura ‘The Whisper’ para convertirla en una versión similar a la actual; ‘The Spirit of Ecstasy’ ("El espíritu del Éxtasis"). Él llamó a su primer modelo The Spirit of Speed (El espíritu de la velocidad). Más tarde, Charles Sykes la llamó "A graceful little goddess, the Spirit of Ecstasy, who has selected road travel as her supreme delight and alighted on the prow of a Rolls-Royce motor car to revel in the freshness of the air and the musical sound of her fluttering draperies" ("Una elegante y pequeña diosa, el Espíritu del Éxtasis, que ha elegido el viaje por la carretera como su delicia suprema y se asentó en la proa de un Rolls-Royce para revelar la frescura del aire y el sonido musical de sus revoloteantes vestimentas"). Esta estatuilla fue presentada a la compañía en febrero de 1911.
Algunos críticos y aficionados a Rolls Royce han dado al Espíritu del Éxtasis el apodo de "Ellie in her Nightie" ("Ellie [Diminutivo de Eleanor] en camisón"), sugiriendo la influencia de Eleanor como la musa de Sykes.
Henry Royce se encontraba enfermo durante el encargo de la señorita voladora. El no creía que la figurita mejoraba el aspecto de los vehículos, argumentando que empeoraba la visión del conductor, y por ello fue visto pocas veces conduciendo un coche de su propia empresa adornado con el emblema.
La firma de Sykes aparecía en la peana, y podía estar marcada con la inscripción "Charles Sykes, February 1911", "Feb 6, 1911" o "6.2.11". Incluso después de que Rolls-Royce se hiciera cargo de la fundición de las figuras en 1948, cada Espíritu del Éxtasis siguió llevando esta inscripción hasta 1951.
El Espíritu del Éxtasis también fue fabricado por la firma británica Lejeune durante unos años.

## Alteraciones
Royce se aseguró de que oficialmente la estatua del Espíritu del Éxtasis fuera un extra opcional, pero en la práctica se instalaba en casi todos los coches fabricados después de ese año, convirtiéndose en equipamiento de serie a principios de los años 1920. Los automóviles cambian con los tiempos, y el Espíritu del Éxtasis no era una excepción. Estaba chapada en plata desde 1911 hasta 1914, cuando se transformó para ser de aleación de cromo o níquel para disuadir a los posibles ladrones. Tan solo se añadió una excepción cuando en París se presentó una versión para un concurso de mascotas, chapada en oro, que quedó en primer puesto. Las versiones chapadas en este metal precioso al final estaban disponibles con un sobreprecio. 
Aunque parezca que no ha cambiado nunca, esta estatua ha sufrido un total de 11 modificaciones de importancia a lo largo de su vida. Debido a la reducción de altura de las carrocerías, el Espíritu del Éxtasis se ha visto reducido en varias ocasiones, que se consideran alteraciones del diseño original del modelo.
A Sykes le encargaron una vez más una escultura en los años 1930, que debía ser más baja para encajar mejor con las berlinas deportivas de la época.

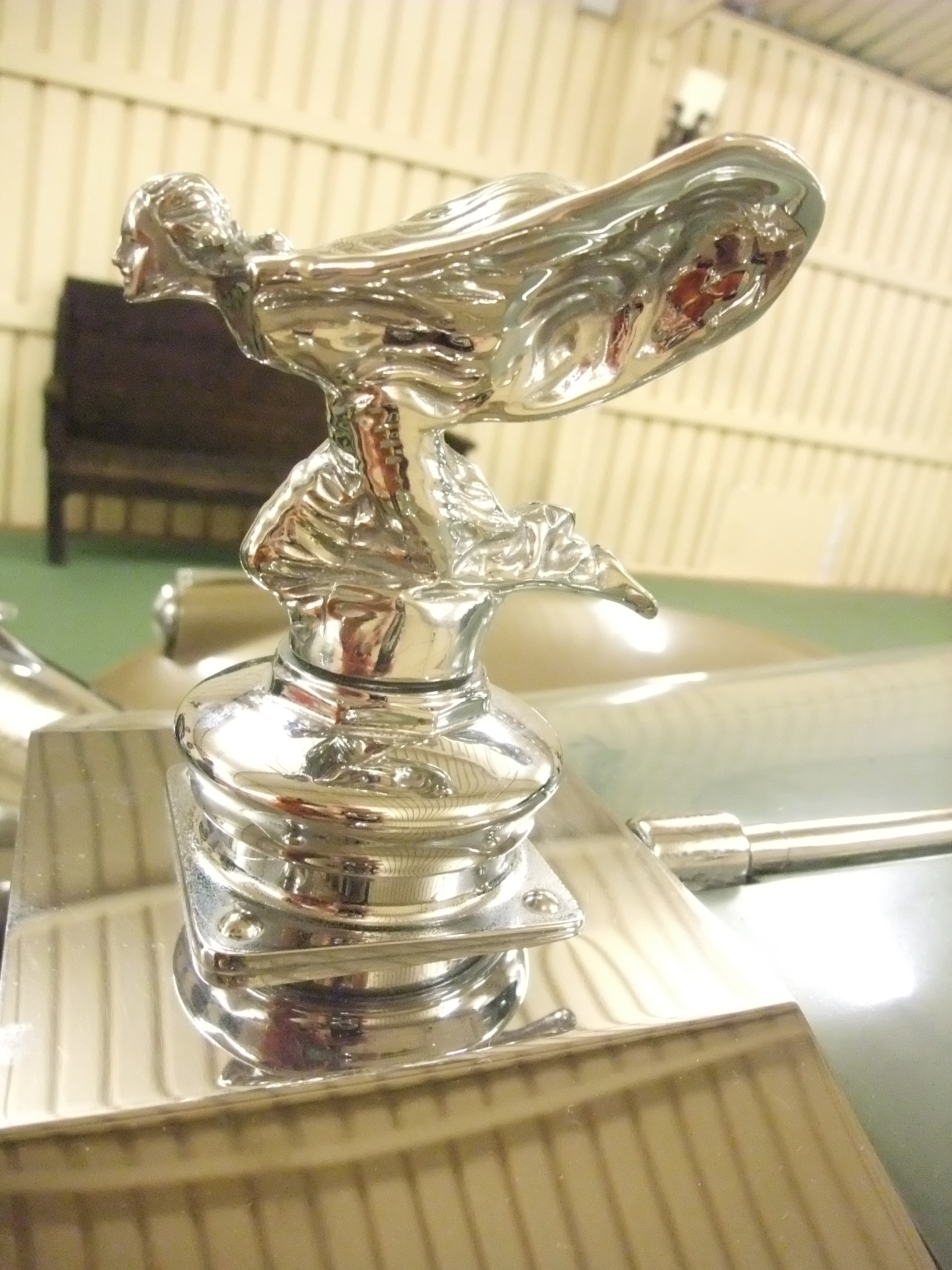
Versión arrodillada del espíritu del éxtasis sobre el radiador de un Phantom IV.

### Versión arrodillada (1934 - 1939 y 1946 - 1956)
La estatuilla de la señorita arrodillada fue desvelada el 26 de enero de 1934,  también llevaba grabada la inscripción de "C. Sykes, 26.1.34" en la peana, la fecha cuando se finalizó la primera pieza. Esta versión fue, de todos modos, dejada de fabricar tras el Silver Wraith, el Silver Dawn y el Phantom IV, en favor de una versión más pequeña que la original, pero de pie, tal y como ha llegado hasta nuestros días.

### La Señorita Voladora
En los Estados Unidos de América, la estatua se llama The Flying Lady (La Señorita Voladora). La Señorita Voladora era una versión modificada del Espíritu del Éxtasis, más arqueada hacia adelante para proteger el capó.

### El Espíritu del Éxtasismoderno
La representación actual del Espíritu del Éxtasis se levanta un total de 3 pulgadas (7,5 cm) y, por seguridad, está montada sobre un mecanismo soportado por un muelle, diseñado para retraerse instantáneamente sobre el radiador si se le golpea desde cualquier dirección. También existe un botón en el interior del vehículo que puede activar el mecanismo manualmente cuando se le presiona. La figura puede estar hecha de acero inoxidable muy pulido, plata de ley de 925 milésimas u oro de 24 quilates, siendo estas dos últimas opciones añadidos con coste extra.

## Curiosidades
No todos los Rolls-Royces tienen esta figura, como por ejemplo el primer Phantom IV suministrado a la por entonces princesa Isabel en 1950, que porta el emblema de la Reina, San Jorge sobre un caballo, matando a un dragón, diseñado por el artista Edward Seago. De todas maneras, esta estatua es intercambiable, así que puede ser colocada en cualquier otro coche de la flota real. 
Por otro lado, la princesa Margarita eligió a Pegaso como adorno del capó de su Phantom IV de 1954.